# (6020) Miyamoto
(6020) Miyamoto est un astéroïde de la ceinture principale.

## Description
(6020) Miyamoto est un astéroïde de la ceinture principale. Il fut découvert le 30 septembre 1991 à Kitami par Kin Endate et Kazuro Watanabe. Il présente une orbite caractérisée par un demi-grand axe de 2,30 UA, une excentricité de 0,10 et une inclinaison de 5,0° par rapport à l'écliptique.

## Compléments